# Alfons van Katwijk

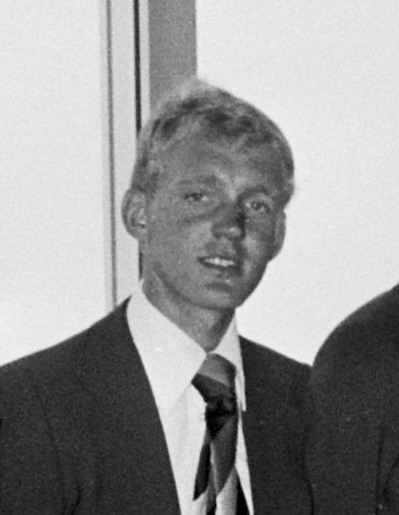
Alfons van Katwijk (1976)

Alphonsus Wilhelmus Franciscus „Fons“ van Katwijk (* 1. Dezember 1951 in Oploo) ist ein ehemaliger niederländischer Radrennfahrer, der zwischen 1971 und 1987 aktiv war.

## Sportliche Laufbahn
Er nahm an den Olympischen Sommerspielen 1976 teil und belegte im 100-km-Mannschaftszeitfahren (mit Frits Pirard, Adri van Houwelingen und Arie Hassink) den 17. Platz.
Er gewann die Flèche du Sud 1971 und die Kampioenschap van Vlaanderen 1979 und einzelne Etappen der Olympia’s Tour 1976, Vuelta a Aragón 1977, Vuelta a España 1978, Étoile de Bessèges 1979 und Ronde van Nederland 1983. 1975 siegte er im Paarzeitfahren Flèche d’Or zusammen mit André Gevers.
In der DDR-Rundfahrt 1974 - hier wurde er auch 5. in der Einzelwertung (Gelbes Trikot) und bester niederländischer Fahrer - und der DDR-Rundfahrt 1975 - hier wurde er 15. in der Einzelwertung (Gelbes Trikot) - konnte er sich auf Teilstücken dieser Etappenrennen mehrmals unter den ersten Sechs platzieren. In der Internationalen Rheinland-Pfalz-Rundfahrt 1974 wurde er Dritter.
Beim De Kustpijl 1978 wurde er Dritter, beim Omloop Het Nieuwsblad 1978 und bei Kuurne–Brüssel–Kuurne 1979 Zweiter.

## Familie
Auch seine Brüder Piet van Katwijk und Jan van Katwijk, Neffe Alain van Katwijk und Tochter Nathalie waren Radprofis.

## Team
- 1980–1981: Boule d’Or-Colnago